# Nanolophodon tutuca
Nanolophodon tutuca è un mammifero erbivoro estinto, appartenente ai notoungulati. Visse nell'Eocene inferiore (circa 55 - 52 milioni di anni fa) e i suoi resti fossili sono stati ritrovati in Sudamerica.

## Descrizione
Questo animale è noto solo per frammenti di mascelle e mandibole, e per alcuni denti isolati. I denti erano a corona bassa (brachidonti). I molari inferiori erano dotati di un entolofide poco sviluppato, una caratteristica che accomuna Nanolophodon ad altri notoungulati arcaici come Henricosbornia. Erano assenti sia la crista 1 (presente invece nei tipoteri) sia la crista intermedia (presente nei tossodonti). Nanolophodon era distinto da altri animali simili per una combinazione di caratteri, come la presenza di due piccole cristae sull'ectolofo, e di un grande paraconide. 

## Classificazione
Nanolophodon tutuca venne descritto per la prima volta nel 2021, sulla base di resti fossili ritrovati nel bacino di Itaboraí nello stato di Rio de Janeiro in Brasile. Nanolophodon (il cui nome significa "dente dalle creste minuscole") è considerato un notoungulato arcaico, un rappresentante di quel gruppo (probabilmente parafiletico) noto come Henricosborniidae. 